# Thiago Alves (siatkarz)
Thiago Soares Alves; znany jako Thiago (ur. 26 lipca 1986 w São Paulo) – brazylijski siatkarz, reprezentant kraju grający na pozycji przyjmującego. Wicemistrz olimpijski 2012. Od sezonu 2017/2018 występuje w drużynie Copel Telecom/Maringá Vôlei.

## Sukcesy klubowe
Puchar Brazylii:
- 2007

Mistrzostwo Brazylii:
- 2008, 2009, 2010, 2011, 2013

Klubowe Mistrzostwa Ameryki Południowej:
- 2009, 2011
- 2010
- 2013

Mistrzostwo Japonii:
- 2012

Puchar Challenge:
- 2014

Mistrzostwo Turcji:
- 2014

## Sukcesy reprezentacyjne
Mistrzostwa Ameryki Południowej Kadetów:
- 2002

Mistrzostwa Świata Kadetów:
- 2003

Mistrzostwa Ameryki Południowej Juniorów:
- 2004

Mistrzostwa Świata Juniorów:
- 2005

Puchar Ameryki:
- 2007, 2008

Liga Światowa:
- 2007, 2009, 2010
- 2011, 2013

Mistrzostwa Ameryki Południowej:
- 2007, 2009, 2011

Puchar Wielkich Mistrzów:
- 2009, 2013

Igrzyska Panamerykańskie:
- 2011

Letnia Uniwersjada:
- 2011

Igrzyska Olimpijskie:
- 2012

## Nagrody indywidualne
- 2004: MVP, najlepszy atakujący i zagrywający Mistrzostw Ameryki Południowej Juniorów
- 2005: MVP i najlepszy atakujący Mistrzostw Świata Juniorów